# Кам'яний (водоспад)
Кам'яни́й — водоспад в Українських Карпатах, у Кузійському заповідному масиві Карпатського біосферного заповідника. Розташований у межах Рахівського району Закарпатської області, на захід від південної околиці міста Рахів, за 1 км від автошляху Н 09. 
Висота водоспаду 2,5 м. Утворився на струмку Кам'яний (права притока Тиси). Водний потік перетинає скельний виступ, в якому вода пробила свого роду жолоб. Водоспад особливо цікавий після рясних дощів чи під час відлиги. 
Водоспад легкодоступний, але маловідомий.

## Світлини та відео

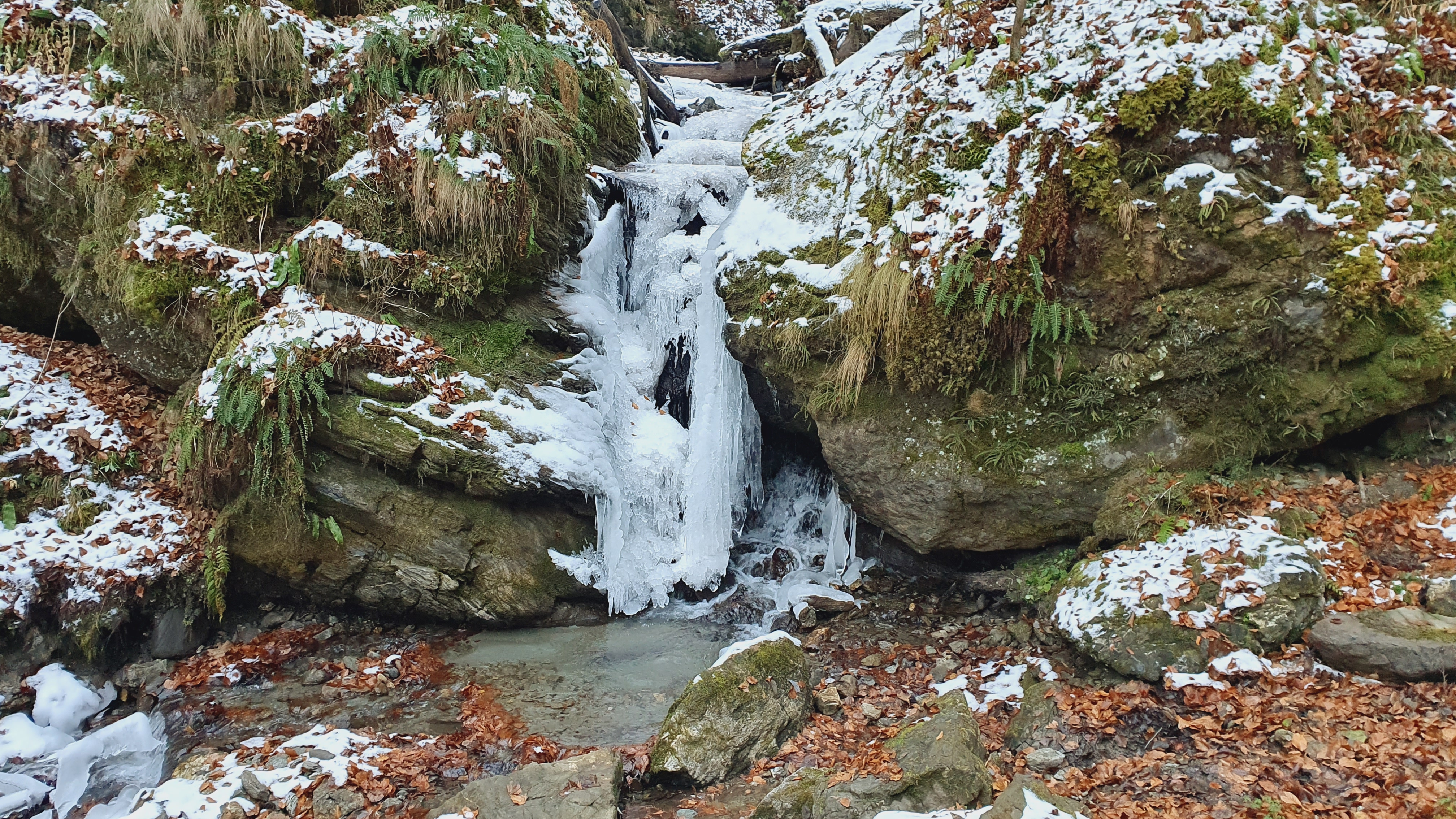
Водоспад Кам'яний в грудні
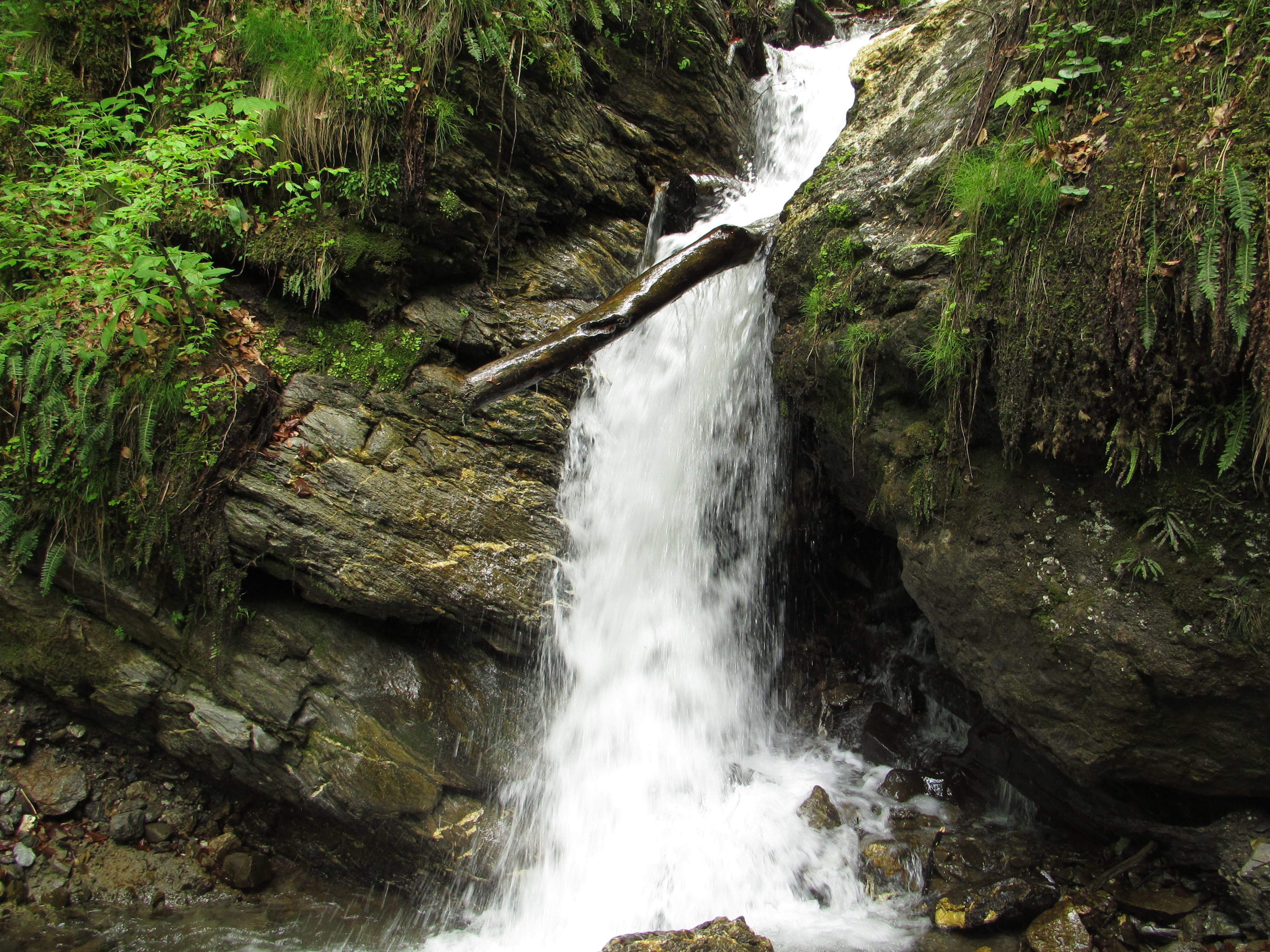
Водоспад Кам'яний в травні
- Відео водоспаду